# Spodnja Rečica (gmina Rečica ob Savinji)
Spodnja Rečica – wieś w Słowenii, w gminie Rečica ob Savinji. W 2018 roku liczyła 271 mieszkańców.